# Erwin Steinhauser

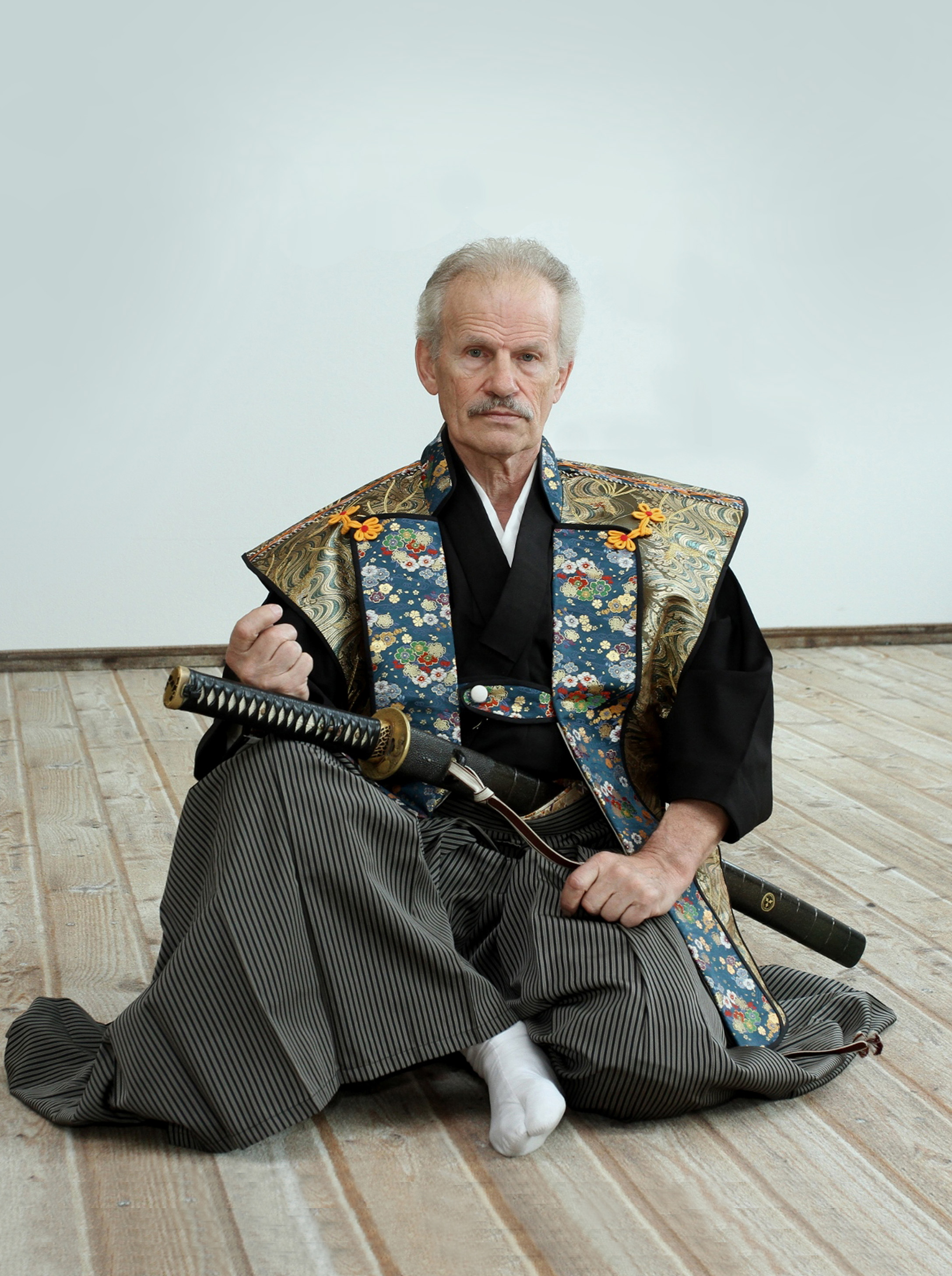
Erwin Steinhauser im Jinbaori
(Waffenrock der Hatamoto) und in der Position Tate-hiza

Erwin Steinhauser (* 4. April 1940 in Wien; † 3. Oktober 2024) war ein Sensei (Lehrmeister) und Träger des 6. Dan des japanischen Schwertkampfsportes Iaidō. Sein Interesse an japanischen Kampfsportarten führte ihn zunächst zum Judo (5. Dan), wo er über 40 Jahre lang als Trainer tätig war, zum Shotokan-Karate sowie zum Aikido. Später widmete er sich dem Erlernen, der Lehre und der Weiterentwicklung der japanischen Kampfkunst Iaidō (Iai-jutsu) bei anerkannten Meistern. Heute folgt er der Linie des 18. Soke, Yamauchi Toyotake (1905–1946), dem Tosa-Iai, der für ihn realistischsten Schwertkunst in der Linie der Muso Jikiden Eishin Ryu, mit bis zu drei Shaku langen Schwertern (ein Shaku = 30,3 cm).

## Leben
Steinhauser wurde 1940 in Wien geboren. Im Jahr 1956 kam Erwin Steinhauser erstmals bei Brosper Buchelle und später bei Keuschnig im Verein Schwarz-Weiß Westbahn mit dem japanischen Kampfsport Judo in Berührung. Fünf Jahre später trat er dem Polizeisportverein Wien (PSV) bei. Zwei Jahre leitete er dort das Wettkampftraining der Polizeifrauenmannschaft. Diese Wettkampfzeit bescherten Steinhauser etliche Titel und Meisterehren. Im Jahr 1970 gründete er einen Judoverein, dem er 42 Jahre als Präsident, Leiter und Trainer vorstand. Mit 410 Mitgliedern wuchs der Verein zum größten Österreichs. 1978 wurde Steinhauser von der Generalversammlung des NÖ Judoverbandes einstimmig zum Präsidenten gewählt. Dieses Amt übte er bis 1983 aus.
1992 fanden sich unter der Leitung von Steinhauser 71 Teilnehmer der 8. Union Sommerschule im Höhentrainingslager am Hochkar ein, wo Judo und andere Sportarten angeboten wurden. 1993 begegnete Steinhauser dem Großmeister Jan de Haan (NL), als dieser 1991 die Schwertkunst der Musō Jikiden Eishin Ryū nach Österreich brachte. De Haan hatte 1987 die Europe Iaido Association gegründet. Es begannen Lehrgänge mit Jan de Haan-Sensei in Tulln (NÖ), die bis 1998 durchgeführt wurden. In dieser Zeit suchte Steinhauser den Kontakt mit dem 21. Soke dieser Schule, Sekiguchi Komei, in Japan. Einige Besuche in beiden Ländern und Lehrgänge von Sekiguchi Komei-Sensei in Österreich waren die Folge.
1994 übertrugen Jan de Haan sowie 2001 Sekuguchi Komei Erwin Steinhauser und damit dem Asahi Union Budokan Austria die Repräsentanz der Muso Jikiden Eishin Ryu Iaijutsu für Österreich. Aufgrund dessen wurde 1991 von ihm und einer Gruppe Budo-Begeisterter der Club Union Komei Jyuku Austria gegründet und geleitet. Steinhauser wurde auch von der traditionellen Kobudō-Vereinigung Japans, der Nihon Kobudō Kyokai, geehrt.
2013 kam es zu einer eigenständigen Entwicklung unter dem Leitsatz „Zurück zu den Wurzeln“ und zu einer Trennung von Sekiguchi Komei-Sensei. Mit dem Verein Tosa-juku ist er bestrebt, das Wissen über Iai-iutsu, die fernöstliche Philosophie und Lebenskunst, weiterzugeben. In der Zwischenzeit wurden nicht nur viele Mitglieder darin unterrichtet, Erwin Steinhauser-Sensei ist auch in den Medien aktiv, um mehr Bewusstsein für diese Schwertkampfkunst als Weg zu mehr Präsenz, Achtsamkeit und natürlich auch körperlicher und mentaler Kraft zu schaffen.

## Erfolge und Auszeichnungen
- 1972: Teilnehmer an der österreichischen Teilstrecke für den Olympischen Fackellauf im Vorfeld der Olympischen Sommerspiele 1972 in München
- 1983: Ehrung durch den „Österreichischen Judoverband“ (ÖJV) mit Silber und Gold
- 1997: Mokuroku-Prüfung unter Großmeister Jan de Haan, die traditionelle Prüfung der Samurai.
- 2001: Beauftragung mit der Funktion eines Shibucho und mit der Vertretung der japanischen Schwertkampfkunst Muso Jikiden Eishin Ryu Iai-Jutsu für Österreich am 13. April durch das 21. Weltoberhaupt Soke Sekiguchi Komei Sensei; es wurde ihm die Vertretung der Nihon Koden Bujutsu Iaido Association für Österreich übertragen und das Komei Jyuku Austria Honbu Dojo gegründet.
- 2003: als erster Nichtjapaner wurde er auf Empfehlung von Sekiguchi Komei-Soke in die traditionelle Kampfsport-Vereinigung Japans, die Kobudo-Kyokai, aufgenommen.
- 2011: Erwin Steinhauser wurde am 12. November 2011 der sechste DAN von der Europe Iaido Association bestätigt.

## Schriften
- Der Soke, das Schwert und ich. Novum Verlag, 2005.
- Der Achte Berg. Erfahrungen, Einsichten, Erkenntnisse. Novum Verlag, 2012.